# Åke Stenström
Åke Stenstrøm er en fiktiv person, som optræder i Per Wahlöös og Maj Sjöwall tibindsserie, Roman om en forbrydelse.
Han bliver i den grinende strisser skudt ned i en bus.